# Hudson (Dakota del Sud)
Hudson és una població dels Estats Units a l'estat de Dakota del Sud. Segons el cens del 2000 tenia 402 habitants.

## Demografia
Segons el cens del 2000, Hudson tenia 402 habitants, 146 habitatges, i 93 famílies. La densitat de població era de 574,9 habitants per km².
Dels 146 habitatges en un 33,6% hi vivien nens de menys de 18 anys, en un 56,2% hi vivien parelles casades, en un 6,8% dones solteres, i en un 36,3% no eren unitats familiars. En el 29,5% dels habitatges hi vivien persones soles el 17,1% de les quals corresponia a persones de 65 anys o més que vivien soles. El nombre mitjà de persones vivint en cada habitatge era de 2,56 i el nombre mitjà de persones que vivien en cada família era de 3,22.
Per edats la població es repartia de la següent manera: un 29,9% tenia menys de 18 anys, un 6% entre 18 i 24, un 25,6% entre 25 i 44, un 19,7% de 45 a 60 i un 18,9% 65 anys o més.
L'edat mediana era de 37 anys. Per cada 100 dones de 18 o més anys hi havia 89,3 homes.
La renda mediana per habitatge era de 36.250 $ i la renda mediana per família de 44.792 $. Els homes tenien una renda mediana de 30.469 $ mentre que les dones 21.607 $. La renda per capita de la població era de 16.339 $. Entorn de l'1,9% de les famílies i el 4% de la població estaven per davall del llindar de pobresa.

## Poblacions més properes
El següent diagrama mostra les poblacions més properes.